# ハープシコード組曲第2集 (ヘンデル)

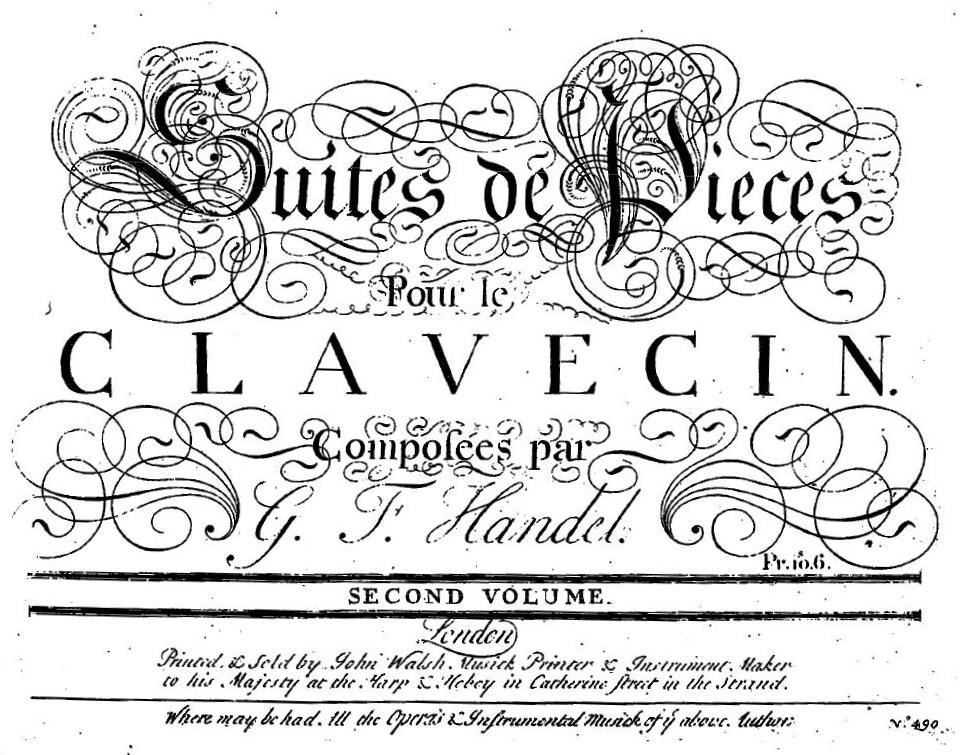
表紙

『ハープシコード組曲第2集』（ハープシコードくみきょくだい2しゅう、Suites de pièces pour le clavecin, second volume） HWV 434-442はゲオルク・フリードリヒ・ヘンデルによって作曲され、1733年に出版されたハープシコード独奏のための曲集であり、7曲の組曲と2曲のシャコンヌの合計9曲が含まれている。

## 概要
ヘンデルの『ハープシコード組曲第1集』は1720年にロンドンのクルーアーから出版された。その後1732年ごろロンドンのジョン・ウォルシュ（父）はヘンデルに無断で組曲第2集を出版したが、これはウォルシュが1720年ごろにアムステルダムのジャンヌ・ロジェ名義で出版した海賊版のハープシコード曲集から組曲第1集と重複する曲を別の曲に差し替えたもので、楽章構成や音符に誤りが多かった。ウォルシュはさらに1733年に同じ題名で改訂版を出版した。これが現在知られる『ハープシコード組曲第2集』だが、この楽章構成がヘンデルの意図をどの程度反映したものかは議論の余地が残る。
正確な作曲年代は不明だが、組曲第1集がヘンデルのキャノンズ時代（1717年ごろ）の作品を主としているのに対し、第2集には初期のドイツ時代（1710年以前）の曲が多く含まれる。

## 第1番変ロ長調 HWV 434
1. 前奏曲 4⁄4拍子 - アルペッジョによる。
2. ソナタ 4⁄4拍子
3. エアと5つの変奏曲 4⁄4拍子
4. メヌエット 3⁄4拍子 - ト短調。

## 第2番ト長調 HWV 435
21の変奏つきシャコンヌ 3⁄4拍子

## 第3番ニ短調 HWV 436
1. アルマンド 4⁄4拍子
2. Allegro 3⁄8拍子
3. エア (Lentement) 3⁄4拍子
4. ジーグ (Presto) 12⁄8拍子
5. メヌエットと3つの変奏 3⁄4拍子

## 第4番ニ短調 HWV 437
1. 前奏曲 4⁄4拍子[注 1]
2. アルマンド 4⁄4拍子
3. クーラント 3⁄4拍子
4. サラバンドと2つの変奏 3⁄2拍子
5. ジーグ 12⁄16拍子

## 第5番ホ短調 HWV 438
1. アルマンド 4⁄4拍子
2. サラバンド 3⁄4拍子
3. ジーグ 24⁄16拍子

## 第6番ト短調 HWV 439
1. アルマンド 4⁄4拍子
2. クーラント 3⁄4拍子
3. サラバンド 3⁄2拍子[注 2]
4. ジーグ 12⁄8拍子

## 第7番変ロ長調 HWV 440
1. アルマンド 4⁄4拍子
2. クーラント 3⁄4拍子
3. サラバンド 3⁄4拍子
4. ジーグ 3⁄8拍子

## 第8番ト長調 HWV 441
1. アルマンド 4⁄4拍子
2. Allegro 2⁄2拍子
3. クーラント 3⁄4拍子
4. エア (Presto) 4⁄4拍子
5. メヌエット 3⁄8拍子
6. ガヴォットと5つの変奏 2⁄2拍子
7. ジーグ 12⁄8拍子

## 第9番ト長調 HWV 442
62の変奏つきシャコンヌ 3⁄4拍子。アレグロ ヘ長調 HWV 488（組曲第1集第2番 HWV 427にも使用）を前奏曲とする異稿あり。

## 有名な曲
第1番のエアと5つの変奏曲の旋律はヨハネス・ブラームスの『ヘンデルの主題による変奏曲とフーガ』作品24（1861年）の素材として使われている。またト短調メヌエットはヴィルヘルム・ケンプによるピアノ用の編曲が単体で演奏される。
第2番の21の変奏つきシャコンヌがもっともよく知られる。この曲の低音の進行はヘンリー・パーセルにまでさかのぼり、ヨハン・ゼバスティアン・バッハの『ゴルトベルク変奏曲』やゴットリープ・ムッファトの『コンポニメンティ・ムジカーリ』終曲のシャコンヌで使われている。
第4番のサラバンドの旋律も有名であり、レナード・ローゼンマンによる管弦楽用の編曲が1975年のスタンリー・キューブリック監督の映画『バリー・リンドン』のテーマ曲として、2019年には武内英樹監督の映画『翔んで埼玉』で使われた。また1984年の映画『風の谷のナウシカ』中の曲「ナウシカ・レクイエム」には非常によく似た旋律が使われている。